# Абрамов Олександр Іванович (письменник)
Олекса́ндр Іва́нович Абра́мов (рос. Алекса́ндр Ива́нович Абра́мов, 1900, Москва — пом.1985, Москва) — російський радянський письменник-фантаст, кіносценарист та театральний критик. Більшість своїх фантастичних творів написав у співавторстві з сином Сергієм Абрамовим.

## Біографія
Олександр Абрамов народився у 1900 році в Москві. Він закінчив московський Інститут іноземних мов, а пізніше також і Літературний інститут імені Брюсова. Після завершення навчання працював у редакціях журналів «Интернациональная литература» і «Театр», а також у газеті «Вечерняя Москва». У 1926 році вперше опублікував фантастичний твір — повість «Загибель шахів». На тривалий час відійшов від фантастики, близько 40 років займався літературною критикою, а також писав кіносценарії та реалістичні твори в дусі тогочасних виробничих романів. Під впливом свого сина Сергія у 60-х роках ХХ століття Абрамов-старший повертається до фантастичної літератури, та пише фантастичні твори у співавторстві із сином. Першим їх спільним твором стала повість «Ходіння за три світи». Більшість їх спільних творів витримана в дусі фантастики соціалістичного реалізму, розповідає про контакти з іншопланетними цивілізаціями, у тому числі їх найкращі твори — трилогія «Вершники нізвідки» (до якої входять однойменний роман та романи «Рай без пам'яті» і «Час проти часу») і роман «Селеста-7000», а також про подорожі в паралельні світи.
Помер Олександр Абрамов у 1985 році в Москві.

## Переклади
Твори Олександра і Сергія Абрамових перекладені кількома іноземними мовами, зокрема англійською, французькою та польською.

### Самостійні твори
- Гибель шахмат, 1926
- Бумажник из жёлтой кожи, 1926
- Я ищу Китеж-град, М., 1982
- Когда скорый опаздывает, 1962
- Прошу встать!, 1963
- Белые начинают, 1982
- Последняя точка, 1983
- Бал, 1985

### У співавторстві із сином
- Хождение за три мира, 1966
- Новый Аладдин, 1966.
- Глаза века, 1967
- Четыре цвета памяти, 1967
- Фирма «Прощай, оружие!», 1968
- Рай без памяти, 1968.
- Джинн из лазури, 1970
- Селеста-7000, 1971
- Очень большая глубина, 1971
- Огневки, 1972
- Все дозволено, 1973
- Человек, который не мог творить чудеса, 1974